# Autoridad Portuaria de Sevilla
La Autoridad Portuaria de Sevilla (APS), también conocida por la denominación comercial de Puerto de Sevilla, es un organismo estatal español que depende del ente público Puertos del Estado. Está configurada como el organismo público encargado de operar el puerto de Sevilla.

## Historia
Históricamente, el puerto de Sevilla ha tenido una intensa actividad de tipo comercial, cuyos orígenes se sitúan en la Antigüedad bajo los romanos. En época contemporánea las instalaciones fueron modernizadas con el fin de mejorar la navegabilidad. La Autoridad Portuaria de Sevilla fue creada en 1993, aunque tiene sus antecedentes en la Junta de Obras del Puerto de Sevilla que se estableció en 1870 mediante Real Decreto de la Gaceta de Madrid.